# Estação Pont Marie
Pont Marie é uma estação da linha 7 do Metrô de Paris, localizada no 4.º arrondissement de Paris.

## História
A estação foi aberta em 16 de abril de 1926. Ele se situa perto da Pont Marie (place du Bataillon-Français-de-l’ONU-en-Corée).
Ela viu entrar 1 624 879 passageiros em 2013, o que a classifica na 272ª posição das estações de metrô por sua frequência entre 302.

## Serviços aos Passageiros

### Acessos

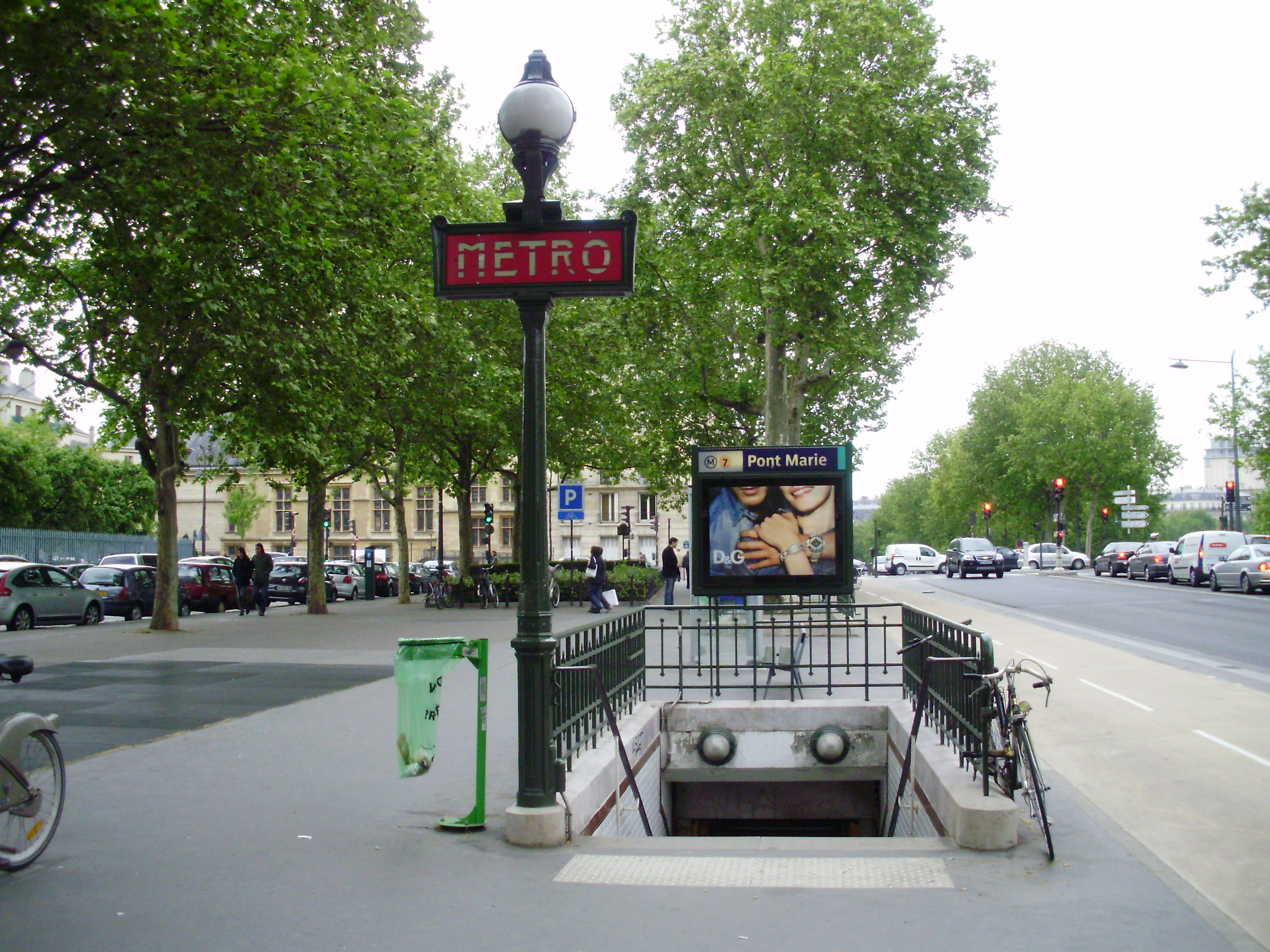
Entrada da estação na place du Bataillon-Français-de-l’ONU-en-Corée

A estação tem dois acessos constituídos por escadas fixas construídas lado a lado, cada um com uma balaustrada de tipo Dervaux e levando ao terrapleno central da place du Bataillon-Français-de-l'ONU-en-Corée.

### Plataformas
Pont Marie é uma estação de configuração padrão: ela possui duas plataformas laterais, separadas pelas vias do metrô e a abóbada é elíptica. A decoração é de estilo usado para a maioria das estações de metrô: a faixa de iluminação é branca e arredondados no estilo "Gaudin" da renovação do metrô da década de  2000, e as telhas em cerâmica brancas biseladas recobrem os pés-direitos, a abóbada e o tímpano. Os quadros publicitários são em faiança de cor de mel e o nome da estação é também em faiança. Os assentos são do estilo "Akiko" de cor amarela.

### Intermodalidade
A estação é servida pela linha 67 da rede de ônibus RATP.